# Katholisch-Apostolische Kirche (Berlin)

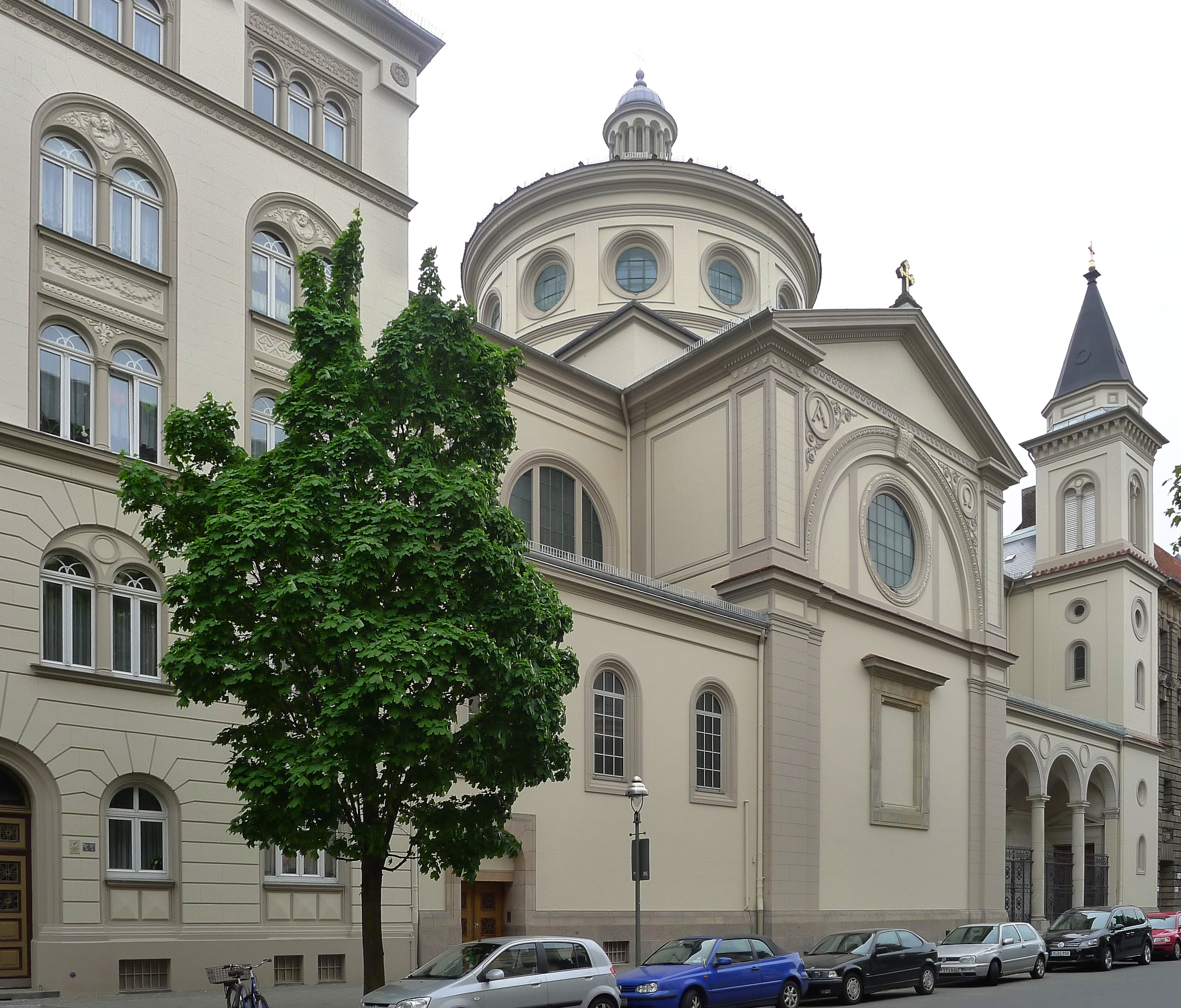
Katholisch-Apostolische Kirche der Gemeinde Berlin-Süd

Die denkmalgeschützte Katholisch-Apostolische Kirche steht in der Wilmsstraße 11/12 im Berliner Ortsteil Kreuzberg des Bezirks Friedrichshain-Kreuzberg. Sie ist Bestandteil eines Gemeindezentrums, das 1899–1901 von Carl Schröder im Architekturstil der italienischen Neorenaissance errichtet wurde.

## Geschichte
Die Katholisch-apostolische Ursprungsgemeinde in Berlin wurde am 19. März 1848, dem Tag nach der Revolution gegründet. An diesem Sonntag hielt der Apostel Carlyle einen Gottesdienst in seiner Wohnung. Später fanden die Gottesdienste in einem Saal in der Zimmerstraße 4 statt, ab 1850 dann im Konzertsaal der C. Bechstein Pianofortefabrik in der Johannisstraße im Ortsteil Mitte. 1860 hatte die Gemeinde ca. 500 Mitglieder, daher wurde in der Stallschreiberstraße 8a nahe dem Spittelmarkt eine neue Kirche errichtet. 1871 war die Katholisch-apostolische Gemeinde Berlin stark angewachsen. Deshalb wurde sie am 24. Juli 1873 geteilt. Die ehemalige Ursprungsgemeinde blieb als Hauptgemeinde bestehen und stieg in der Hierarchie zu einer Metropolitangemeinde auf, vergleichbar mit dem Sitz einer Diözese. Trotz der Teilungen wurde der Raum für die Hauptgemeinde in der Stallschreiberstraße zu klein. Ab 1898 wurde daher in der Wilmsstraße 12 ein Neubau geplant. Der Name der Gemeinde erhielt den Namenszusatz Berlin-Süd. Die Grundsteinlegung erfolgte am 7. Juli 1899 und die Eröffnung am 12. Mai 1901.

## Baubeschreibung

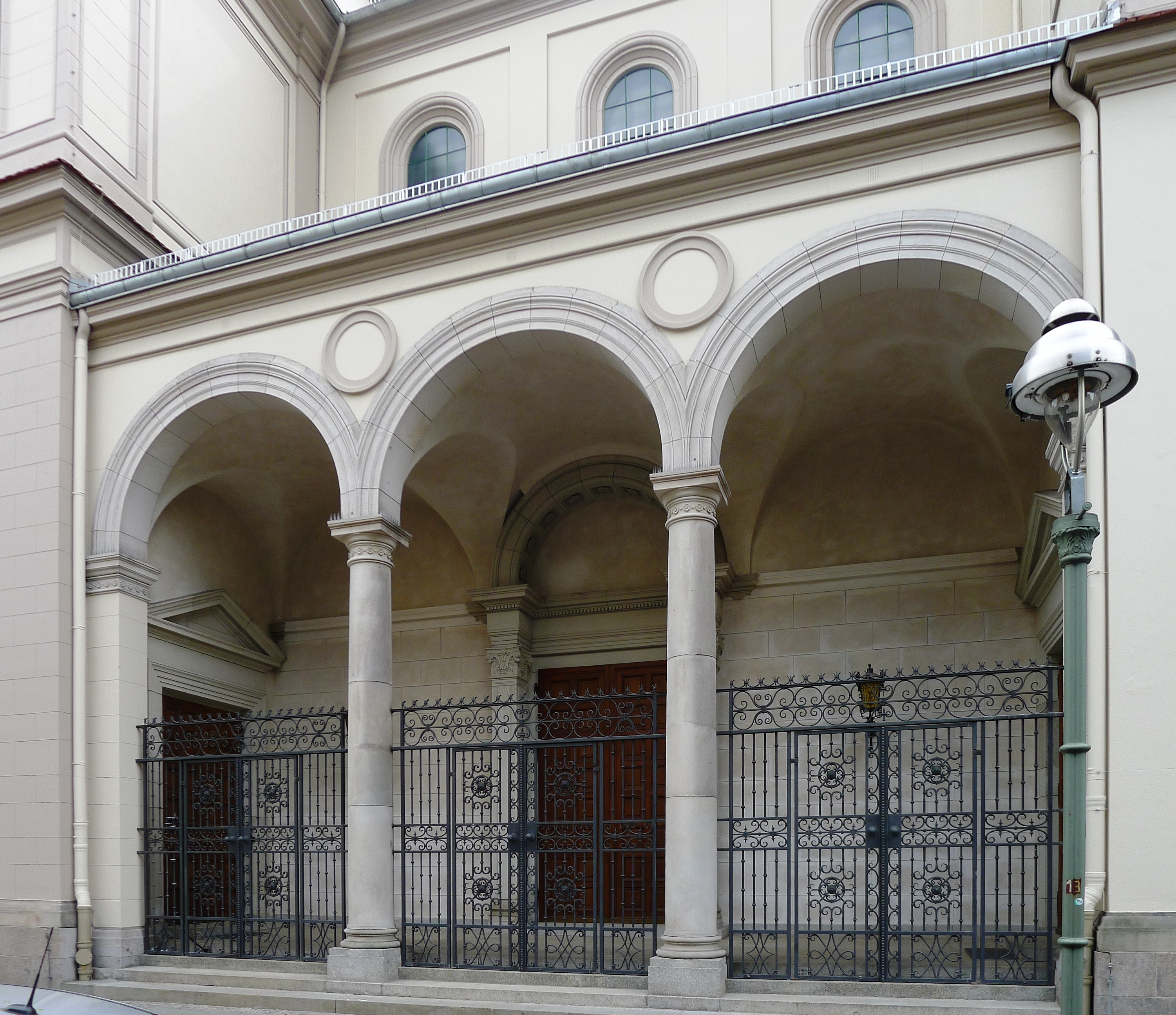
Detail: dreibogiges, arkadenförmiges Portal

Der Architekt, er war Priester-Evangelist der Gemeinde, lehnte sich mit seinen Plänen an die Kirche St. Ursula von August Thiersch in München an, dessen Erlaubnis er dazu hatte. Die Grundform assoziiert das Schema der Jesuitenkirchen. Der in der Baulinie gelegene kreuzförmige Zentralbau steht in städtebaulichem Zusammenhang mit Ludwig Hoffmanns benachbartem Baerwaldbad und der ehemaligen 28. bzw. 217. Gemeindeschule, der heutigen Bürgermeister-Herz-Grundschule. Die Kreuzbasilika, ein verputzter Mauerwerksbau, hat über der Vierung innen eine Kuppel, außen einen Tambour mit einem Kegeldach, das von einer Laterne bekrönt wird. Seitlich steht ein Turm in der Art eines Campanile. Ihm gegenüber zum Hof liegt die Taufkapelle. An der Straßenfront zwischen dem Arm des Querschiffes und dem Turm liegt ein dreibogiges, arkadenförmiges Portal.
Der Kirchsaal hat 1100 Sitzplätze auf dem hölzernen Kirchengestühl, notfalls können allerdings bis zu 2000 Personen Platz finden. Eine Kapelle zwischen dem Chor und der Straße, zu der sie Bogenfenster hat, fasst 60 und ein Versammlungssaal 200 Personen. Auf der anderen Seite des Chores befindet sich die Sakristei. Die Seitenschiffe sind zu schmalen Arkadengängen reduziert. Die Säulen der Arkaden sind schlicht gestaltet, dagegen haben die Pilaster an den Ecken des Triumphbogens zwischen Chor und Apsis korinthische Kapitelle. Die Gewölbe sind als Kassettendecken ausgebildet, sowohl die halbe Kuppel der Apsis als auch das Tonnengewölbe des Chores und des Querschiffes. Unterhalb der Gewölbe verläuft ein Fries. Das Langhaus hat innen eine Flachdecke, außen ist es mit einem Satteldach bedeckt. Auf dem Podest des Chores steht der mit einem Baldachin geschmückte Altar, der wie die übrige Ausstattung, die Kanzel, die Pulte und das Chorgestühl für die Presbyter, aus der Erbauungszeit stammt. Natürliches Licht erhält der Kirchraum durch die Obergaden und die runden Fenster an den Stirnseiten des Querschiffs.